# Buch!
Buch! (Thud!) je humoristický fantasy román britského spisovatele Terry Pratchetta, 34. z cyklu (Úžasná) Zeměplocha. Jde o další z knih o ankh-morporské Městské hlídce, tentokrát věnující se dlouholeté nevraživosti mezi trolly a trpaslíky (a rodinnému životu velitele Elánia).

## Obsah
Hlubinní trpaslíci (obdoba náboženských fanatiků) pronikli do Ankh-Morporku a něco tam hledají. Brzy se ukáže, že to je stará trpasličí kniha, která souvisí s dávnou bitvou v Koumském údolí, od níž se odvíjí vzájemná nenávist mezi trolly a trpaslíky.
Navíc je zabit jeden z kraků (jakýchsi trpasličích učitelů), trpaslík Šunkozboř a Městská hlídka na poslední chvíli zabrání velkému střetu trpaslíků s trolly přímo ve městě, když se do nápojů, kterými se obě strany před rvačkou posilují, podaří přidat něco tvrdšího a protivníci se tak jen příšerně opijí. Tyto události ovlivňují Vetinariho politiku, ale i vyšetřování Městské hlídky. Ta navíc dostává novou posilu, svobodnici (a upírku) Sally. Upírka společně se seržantkou Anguou najde v podzemí další mrtvé trpaslíky (což jim mimo jiné pomůže se trochu více spřátelit). Velitel Elánius se dozvídá, že zbylí krakové s dalšími trpaslíky odešli z města a míří do Koumského údolí. Zároveň několik trpaslíků přepadne jeho dům a pokusí se zabít jeho syna Samíka i manželku Sibylu. Naštěstí duchapřítomně zasáhne sluha Jeefes a posledního z útočníků zplyní svými plameny draci lady Sibyly.
Elánius se vydává za pomoci magicky upravených kočárů stíhat kraky do Koumského údolí. Při jeho průzkumu se náhle propadá do podzemí a voda ho unáší až do obrovské jeskyně plné trpaslíků, kteří se ho pokusí zabít. Elánia však ovládne tajemná, prastará Temná síla, která umožní mnoho trpaslíků zabít. Teprve když se dostane až k nenáviděným krakům, podaří se mu vymanit se z područí nenávistné Temné síly a pouze kraky pozatýká.
Prohlídkou podzemních prostor vyjde najevo, že legenda o bitvě v Koumském údolí byl pouhý mýtus, vytvořený k rozdmýchání nenávisti mezi trpaslíky a trolly. Ve skutečnosti byli do jeskyně pod Koumským údolím obrovskou bouří spláchnuti trpaslíci i trollové, kteří zde společně zemřeli, ne ale v boji, zahynuli pouze hladem a vyčerpáním, když nebyli schopni se dostat na povrch. Aby se tato pravda objasnila všem, jsou podzemní prostory zpřístupněny a navštěvují je jak trpaslíci, tak trollové a společně si připomínají smutný historický okamžik. Vlády nad trpaslíky se znovu ujímá jejich král Rydzik a krakové, kteří se jej pokusili svrhnout a nastolit vládu násilí a nenávisti, jsou odvedeni do ankh-morporského vězení.